# Stadion Wals Siezenheim
Stadion Wals Siezenheim je nogometni stadion u Salzburgu, u Austriji. Izgrađen i otvoren je 2003. Na njemu svoje domaće utakmice igra najbogatiji austrijski nogometni prvoligaš Red Bull Salzburg. Kapaciteta je 31 895 gledatelja. Stadion Wals Siezenheim je značajno rekonstruiran i obnovljen za potrebe Europskog nogometnoga prvenstva koje se 2008. održalo i u Salzburgu. Pri tom je značajno proširen kapacitet, s izvornih 18.200 mjesta. Obnova je stajala 45 milijuna €. Na njemu je igrala skupina D. Danas je ovaj stadion poznatiji pod imenom Red Bull Arena.